# Пётр Монтигердович
Пётр Монтигердович (ок. 1390—1459) — государственный деятель Великого княжества Литовского, маршалок дворный литовский (1422—1431), наместник новогрудский (1431—1452), маршалок великий литовский (1434—1459).

## Биография
Происходил из литовского боярского рода, сын наместника полоцкого Монтигерда. Имел брата Наруша.
Во время подписания Городельской унии Пётр Монтигердович принял герба «Вадвич» (1413). В 1418 году владел подольским староством.
В правление Сигизмунда Кейстутовича и Казимира Ягелончика Пётр Монтигердович входил в состав рады ВКЛ.
Получил во владение от великого князя литовского Казимира Ягеллончика Ивье (1444), приобрел благодаря женитьбе Лоск.
Был женат на княжне Анне, дочери князя Фёдора Корибутовича, от брака с которой имел сына Яна.